# Bart Bowen
Bart Bowen (né le 22 avril 1967 à Austin) est un coureur cycliste américain. Professionnel de 1990 à 2000, il a notamment été champion des États-Unis sur route en 1992 et 1997. Il a également remporté le Herald Sun Tour en 1992 et le Tour du Japon en 1997. Il a participé six fois aux championnats du monde sur route avec l'équipe des États-Unis.

## Palmarès
- 1989
  - 2e de la Tucson Bicycle Classic
- 1990
  - 3e de la Nevada City Classic
- 1991
  - 3e de la Thrift Drug Classic
- 1992
  -  Champion des États-Unis sur route
  - Philadelphia Cycling Classic
  - Herald Sun Tour
  - 2e de la Japan Cup
  - 3e du Tour de l'Etna
- 1993
  - Cascade Cycling Classic
  - 2e de la Redlands Bicycle Classic
- 1994
  - 1re étape du Tour de la Willamette
- 1995
  - 2e étape de la West Virginia Clasic
  - 2e étape du Tour of the Gila
  - 2e du First Union Invitational
  - 2e du Tour of the Gila
  - 3e de la Cascade Cycling Classic
- 1996
  - 14e et 17e étapes de l'International Cycling Classic
- 1997
  -  Champion des États-Unis sur route
  - Tour du Japon :
    - Classement général
    - 1re étape

  - Tour of the Gila
  - 4e étape de la Cascade Cycling Classic
- 1998
  - 4e et 6e étapes de la Cascade Cycling Classic
- 1999
  - Fitchburg Longsjo Classic
- 2000
  - 2e du championnat des États-Unis de cyclo-cross